# Messier 76

Messier 76 (M76 ili NGC 650) je planetarna maglica u zviježđu Perzeju, jedan je od najtamnijih i najteže uočljivih objekata u Messierovom katalogu. Maglicu je otkrio Pierre Méchain 5. rujna 1780.

## Svojstva
M76 je planetarna maglica koja svojom strukturom podsjeća na drugu planetarnu maglicu - M27. Maglica je poznata pod imenom Mala Bučica ili Maglica Leptir. Središnji dio maglice vjerojatno je rub blago eliptičnog prstena materijala kojeg mi vidimo skoro u ekvatorijalnoj ravnini. Prsten se širi brzinom od 24 km/s. Okomito na ravninu prstena materijal se širi mnogo brže i tvori leptirova krila.
Središnji sjajni dio maglice ima dimenzije od 42" x 87", krila 157" x 87", a halo oko maglice pokriva regiju od 290" u promjeru. Materijal iz halo-a je vjerojatno zvijezda izbacila dok se nalazila u fazi crvenog diva. Danas središnja zvijezda ima prividni sjaj od magnitude + 16,6 i temperaturu površine 60.000 K. 
Vizualni prividni sjaj maglice M76 koji se mjeri u zelenom dijelu spektra mnogo je veći od fotografskog koji se mjeri u plavom dijelu spektra. Vizualni sjaj maglice je magnitude + 10,1, a fotografski magnitude + 12,2. Posljedica razlike u sjaju je taj da planetarne maglice sadrže velike količine dvostruko ioniziranog kisika, O III, u sebi koji zrači u valnim duljinama oko 500,7 nm, tj zelenom dijelu spektra. 
Udaljenost M76 je slabo poznata. Procijene se kreću od 1700 do 15.000 svjetlosnih godina.

## Amaterska promatranja
Maglicu je moguće uočiti u teleskopima s promjerom objektiva iznad 80 mm. U 200 mm teleskopu može se vidjeti cilindrična maglica sa svjetlijim zapadnim dijelom od istočnog. U sredini se može primijetiti tamnija regija. Maglica je vizualno duga oko 2' i široka oko 0,8'. Filter UHC ne pomaže mnogo.

## Vanjske poveznice
- Skica M76 kroz 200 mm teleskop
- SEDS: NGC 0643